# 07 Vestur
A 07 Vestur egy feröeri labdarúgóklub. A Feröeri labdarúgó-bajnokság másodosztályában játszik.
A klub a Vágar szigetén működő csapatok egyesülésével jött létre. Eredetileg 1993. december 18-án alakult meg az FS Vágar a SÍF Sandavágur és az MB Miðvágur egyesülésével, amelyhez 1998-ban az SÍ Sørvágur is csatlakozott. A csapat 1995 és 2003 között az első osztályban játszott. Ez az együttműködés azonban 2004 őszére megromlott, így a csapatok újra különváltak.
Ennek ellenére sokan kitartottak az együttműködés mellett, így 2004. november 8-án megalapították az FS Vágar 2004 (Fótbóltssamtakið Vágar 2004) nevű új klubot. 2007. november 6-án újra egyesültek az SÍ Sørvágurral, és ekkor vették fel a 07 Vestur nevet, ami az alapítási év mellett Vágar fekvésére (nyugati hosszúság 7°) is utal.

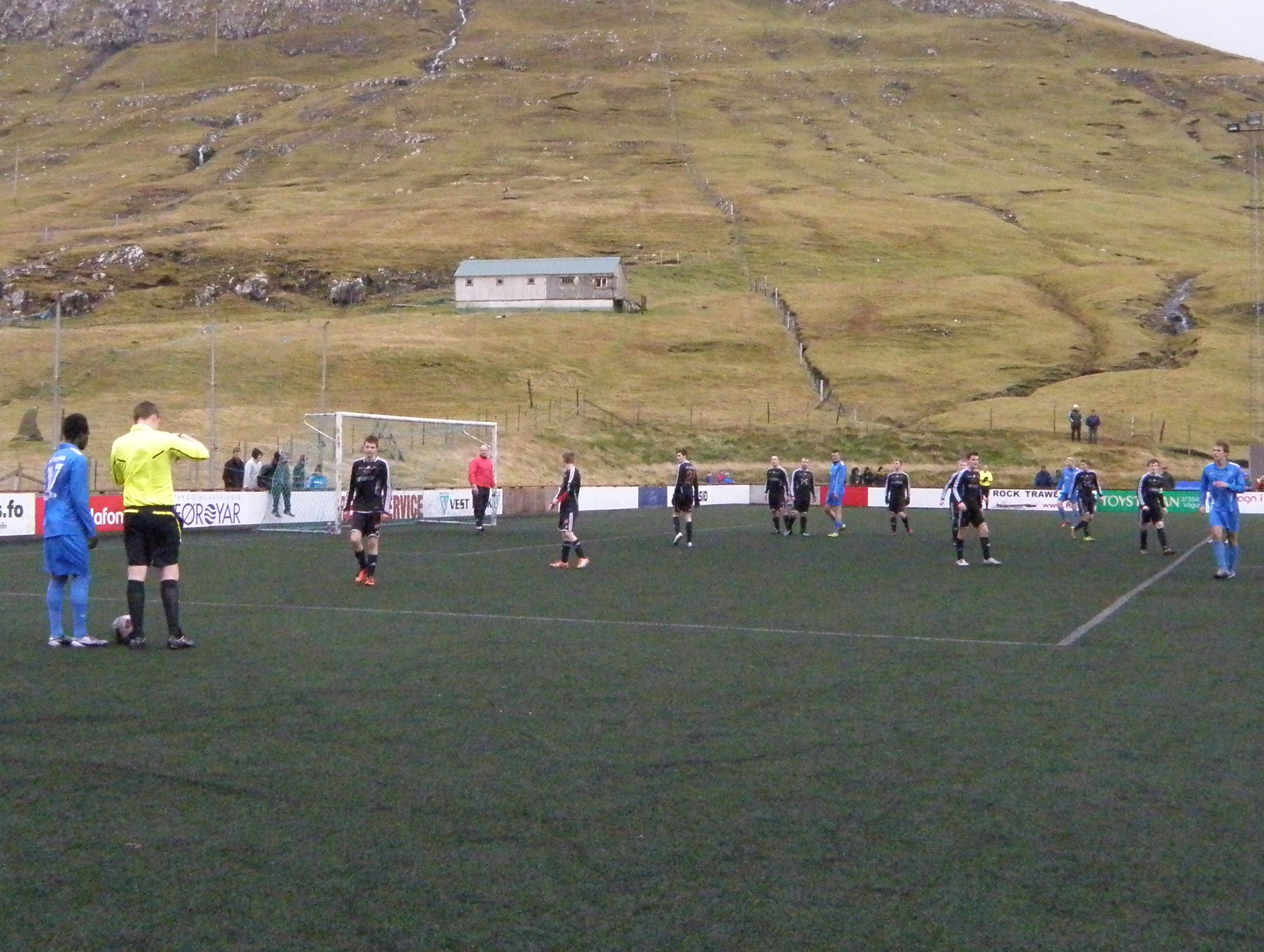
Bajnoki mérkőzés az FC Suðuroy ellen 2011-ben

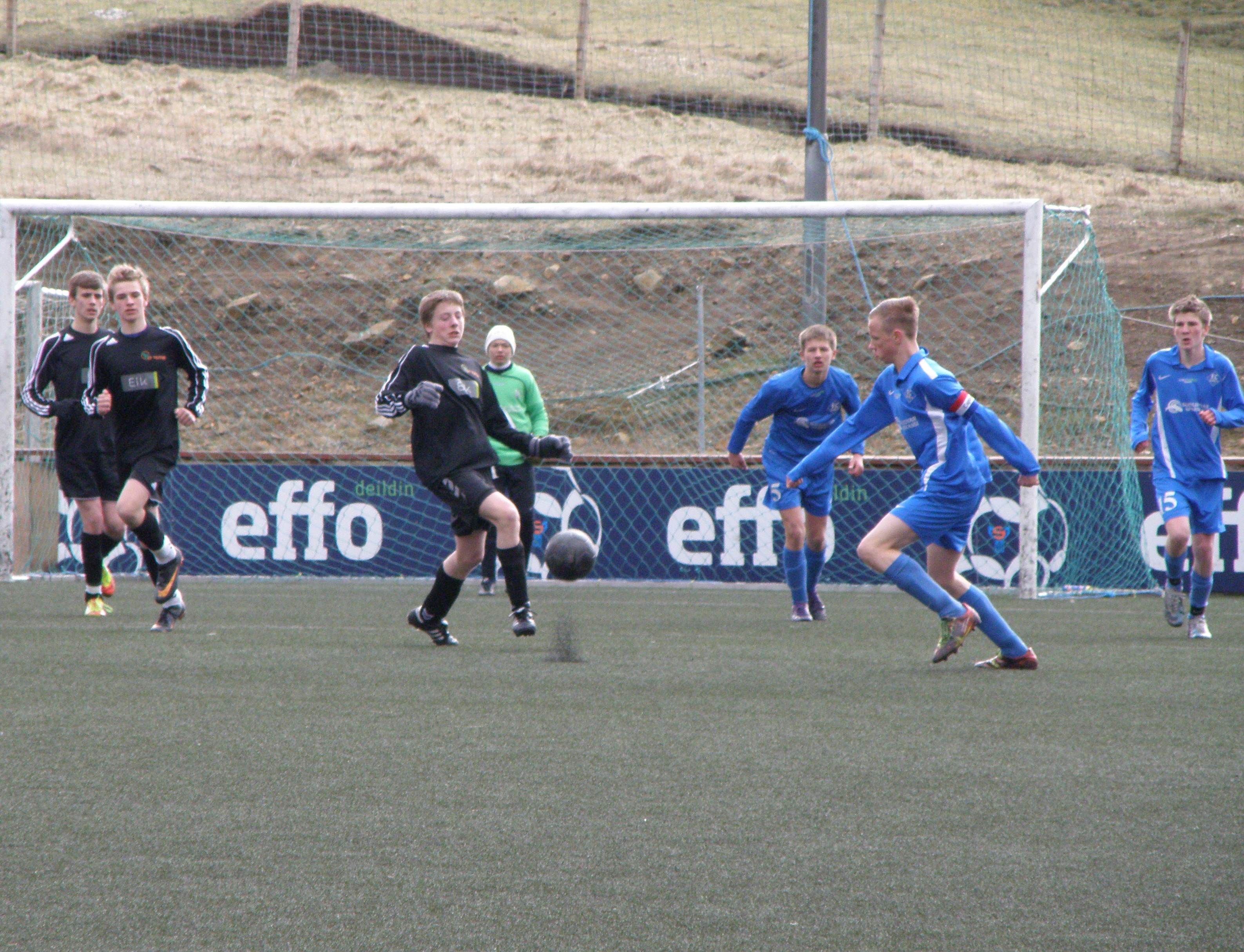
U16-os mérkőzés az FC Suðuroy ellen 2012-ben

## Korábbi játékosok
- Gángó András (2013)

## Eredmények
A klub legjobb eredménye az 1995-ben elért 6. helyezés.